# Eremobia pseudotrachea
Eremobia pseudotrachea är en fjärilsart som beskrevs av Krulikovski 1909. Eremobia pseudotrachea ingår i släktet Eremobia och familjen nattflyn. Inga underarter finns listade i Catalogue of Life.